# Stephen Batchelor
Pour les articles homonymes, voir Batchelor.
Stephen Batchelor, né le 7 avril 1953 à Dundee, est un érudit, auteur, traducteur et enseignant bouddhiste britannique. Il écrit des articles et des livres relatifs au bouddhisme et à la méditation, et anime des retraites de méditation dans le monde entier. C'est un partisan avéré d'un bouddhisme séculier ou agnostique.

### Œuvres originales en anglais
- The Jewel in the Lotus: A Guide to the Buddhist Traditions of Tibet. Wisdom Publications, 1986.  (ISBN 0861710487).
- The Tibet Guide. Foreword by the Dalai Lama. Wisdom Publications, 1987.  (ISBN 0861710460). (Revised edition: The Tibet Guide: Central and Western Tibet. Wisdom Publications, 1998.  (ISBN 0861711343).)
- The Faith to Doubt: Glimpses of Buddhist Uncertainty. Parallax Press (en), 1990.  (ISBN 0938077228).
- Alone with Others: An Existential Approach to Buddhism. Foreword by John Blofeld (en). Grove Press, 1994.  (ISBN 0802151272).
- The Awakening of the West: The Encounter of Buddhism and Western Culture. Foreword by the Dalaï-lama. Thorsons/Parallax Press (en), 1994.  (ISBN 1855383438).
- Buddhism without Beliefs. Riverhead Books (en), 1998.  (ISBN 1573226564).
- Batchelor, Martine (en). Meditation for Life. Photography by Stephen Batchelor. Wisdom Publications, 2001.  (ISBN 0861713028).
- Living with the Devil: A Meditation on Good and Evil.. Penguin Books/Riverhead Books (en), 2005.  (ISBN 1-59448-087-7).
- Confession of a Buddhist Atheist. Random House, 2010.  (ISBN 0-385-52706-3).
- "A Secular Buddhism". Journal of Global Buddhism 13 (2012):87-107.
- After Buddhism: Rethinking the Dharma for a Secular Age. Yale University Press, 2015.
- Secular Buddhism: Imagining the Dharma in an Uncertain World. Yale University Press, 2017.  (ISBN 978-0-300-22323-1).
- What is this? Ancient questions for modern minds. Tuwhiri, 2019.  (ISBN 978-0-473-47497-3).
- The Art of Solitude. Yale University Press, 2020.  (ISBN 0300250932)

### Traductions
- Batchelor, Stephen. Verses from the Center: À Buddhist Vision of the Sublime. Riverhead Books (en), 2001.  (ISBN 1-57322-876-1). This is a translation of the Mūlamadhyamakakārikā (Fundamental Verses on the Middle Way) by Nāgārjuna.
- Rabten, Geshé. Echoes of Voidness. Translated and edited by Stephen Batchelor. Wisdom Publications, 1983.  (ISBN 0-86171-010-X).
- Rabten, Geshé. Song of the Profound View. Translated and annotated by Stephen Batchelor. Wisdom Publications, 1989.  (ISBN 0-86171-086-X).
- Shantideva. A Guide to the Bodhisattva's Way of Life. Translated by Stephen Batchelor. Library of Tibetan Works and Archives, 1979.  (ISBN 81-85102-59-7).

### Critiques de livres
- Buddhism Without Beliefs critiqued by Bhikkhu Punnadhammo
- "The New Buddhist Atheism" review by Mark Vernon of Confession of a Buddhist Atheist in the Guardian, March 10, 2010.
- Stephen Batchelor's Confession: Review of Confession of a Buddhist Atheist by Barbara O'Brien, retrieved 2010-03-30.
- review by Guy Zimmerman of Confession of a Buddhist Atheist in the Times Quotidian, April 12, 2010.

### Œuvres traduites en français
- Tibet, Genève, Éditions Olizane, coll. « Guides Artou », 1988, 443 p.  (ISBN 978-2880860400)
- Nāgārjuna, Versets jaillis du centre, une vision bouddhiste du sublime, traduction de l'anglais par Patrick Carré, Belgique, Publications Kunchab, 2001, 143 p.  (ISBN 978-9074815833)
- Le Bouddhisme libéré des croyances, Paris, Bayard, coll. « Religions en dialogue », 2004, 200 p.  (ISBN 978-2227472884)
- Itinéraire d'un bouddhiste athée, Paris, Le Seuil, coll. « Essais religieux », 2012, 368 p.  (ISBN 978-2021034394)

### Ouvrages sur l'auteur
- Kusan Sunim.  The Way of Korean Zen. Translated by Martine Fages Batchelor. Edited with an introduction by Stephen Batchelor. Weatherhill, 1985.  (ISBN 0834802015). (2nd Revised edition: Weatherhill, 2009.  (ISBN 1590306864).)
- Mackenzie, Vicki. "Life as a Question, Not as a Fact: Stephen Batchelor - author, teacher and skeptic." Why Buddhism? Westerners in Search of Wisdom. HarperCollins, 2003.  (ISBN 0007131461). pp. 142–62.
- Watson, Gay, Stephen Batchelor and Guy Claxton (editors). The Psychology of Awakening: Buddhism, Science, and Our Day-to-Day Lives. Weiser Books, 2000.  (ISBN 1578631726).